# Mario Luciolli
Mario Luciolli (* 17. Oktober 1910 in Rom; † 25. Mai 1988 in Paris) war ein italienischer Diplomat.

## Leben
Mario Luciolli studierte Rechtswissenschaften an der Universität Rom und wurde 1932 zum Doktor der Rechte promoviert. 1929 studierte er an der Universität Berlin. 1933 trat er in den auswärtigen Dienst ein. Von 1934 bis 1936 war er Vizekonsul in Zürich. Von 1936 bis 1938 war er Vizekonsul in Paris. Am 7. März bis 7. Oktober 1940 war er Konsul in Melbourne. Von 7. Oktober 1940 bis 14. März 1942 war er Botschaftssekretär dritter Klasse in Berlin. 16. April 1943 bis 10. Oktober 1944 war er in Donostia beschäftigt. Von 1. November 1948 bis 1. August 1955 war er in Washington, D.C. Botschaftsrat und Gesandter.
Von 1. August 1955 bis 12. Oktober 1956 beriet er Giovanni Gronchi. Von 1. August 1955 bis 6. Juni 1961 war er Gesandter in Santiago de Chile. Von 6. Juni 1961 bis 4. April 1964 war er Gesandter in Ankara. Am 4. April 1964 wurde er zum Botschafter befördert. Von 26. Oktober 1964 bis 1. November 1975 war er Botschafter in Bonn. Am 1. November 1975 wurde er in den Ruhestand versetzt.